# Sverige i olympiska sommarspelen 1972
Sverige tog vid olympiska sommarspelen 1972 fyra guld-, sex silver- och sex bronsmedaljer.

## Medaljer
|         | Guld | Silver | Brons | Totalt |
| ------- | ---- | ------ | ----- | ------ |
| Sverige | 4    | 6      | 6     | 16     |

### Guld
- Ulrika Knape - Simhopp, höga hopp[1]
- Gunnar Larsson - Simning, 200 m medley[2]
- Gunnar Larsson - Simning, 400 m medley[2]
- Ragnar Skanåker - Skytte, fripistol

### Silver
- Ulrika Knape - Simhopp, svikthopp
- Jan Karlsson - Brottning, fri stil, weltervikt
- Gunnar Jervill - Bågskytte, individuellt
- Rolf Peterson - Kanot, K1 1000m
- Bo Knape, Stefan Krook, Lennart Roslund och Stig Wennerström - Segling, soling
- Pelle Petterson och Stellan Westerdahl - Segling, starbåt

### Brons
- Hasse Thomsén - Boxning, tungvikt
- Jan Karlsson - Brottning, grekisk-romersk stil, weltervikt
- Ricky Bruch - Friidrott, diskus
- Jan Jönsson - Ridsport, fälttävlan individuellt
- Ulla Håkansson, Ninna Swaab och Maud von Rosen - Ridsport, dressyr lag
- Hans Bettembourg - Tyngdlyftning, mellantungvikt

## Deltagare
Följande 132 deltagare var med i Sveriges trupp vid olympiska sommarspelen 1972.

- Agneta Henriksson – Simhopp
- Anders Bellbring – Simning
- Anders Faager – Friidrott
- Anders Gärderud – Friidrott
- Anders Sandberg – Simning
- Anita Zarnowiecki – Simning
- Ann Larsson – Friidrott
- Anna-Lisa Berglund – Bågskytte
- Anne-Marie Nenzell – Friidrott
- Anneli Olsson – Friidrott
- Bengt Gingsjö – Simning
- Bengt Johansson – Handboll
- Benny Johansson – Handboll
- Berndt Andersson – Kanot
- Bernt Johansson – Cykel
- Bernt Lindelöf – Kanot
- Bernt Zarnowiecki – Simning
- Bertil Söderberg – Handboll
- Britt-Marie Smedh – Simning
- Björn Andersson – Handboll
- Björn Ferm – Modern femkamp
- Bo Andersson – Handboll
- Bo Berglund – Kanot
- Bo Forssander – Friidrott
- Bo Jansson – Modern femkamp
- Bo Knape – Segling
- Carl von Essen – Fäktning
- Carl-Gustaf Piehl – Segling
- Christer Jansson – Skyttesport
- Curt Andersson – Skyttesport
- Dan Eriksson – Handboll
- Daniel Björkgren – Friidrott
- Diana Olsson – Simning
- Elisabeth Randerz – Friidrott
- Eric Zeidlitz – Kanot
- Erik Carlgren – Friidrott
- Eva Andersson – Simning
- Eva Wikner – Simning
- Frank Ström – Handboll
- Gert-Åke Bengtsson – Skyttesport
- Gun Olsson – Friidrott
- Gunnar Ekman – Friidrott
- Gunnar Jervill – Bågskytte
- Gunnar Larsson – Simning
- Gunnar Utterberg – Kanot
- Göran Hård af Segerstad – Handboll
- Göte Gåård – Skyttesport
- Hans Ljungberg – Simning
- Hans Bettembourg – Tyngdlyftning
- Hans Lagerqvist – Friidrott
- Hans Nilsson – Kanot
- Hans Tenggren – Friidrott
- Hans Wieselgren – Fäktning
- Hans-Gunnar Liljenvall – Modern femkamp
- Hasse Thomsén – Boxning
- Ing-Marie Svensson – Kanot
- Ingemar Jernberg – Friidrott
- Inger Andersson – Simning
- Inger Knutsson – Friidrott
- Ingvar Hansson – Segling
- Irwi Johansson – Simning
- Jan Dahlgren – Friidrott
- Jan Jonsson – Handboll
- Jan Jönsson – Ridsport
- Jan Karlsson – Brottning
- Jan Kårström – Brottning
- Jeanette Pettersson – Simning
- Johan Fischerström – Handboll
- John Albrechtsson – Segling
- Johnny Påhlsson – Skyttesport
- Jörgen Sundelin – Segling
- Karin Wallgren-Lundgren – Friidrott
- Karl-Axel Karlsson – Skyttesport
- Kenth Öhman – Friidrott
- Kerstin Palm – Fäktning
- Kjell Isaksson – Friidrott
- Kjell Jacobsson – Skyttesport
- Kurt Elmgren – Brottning
- Lars Andersson – Kanot
- Lars Karlsson – Handboll
- Lars-Eric Söderberg – Skyttesport
- Leif Hansson – Cykel
- Lennart Bälter – Rodd
- Lennart Eriksson – Handboll
- Lennart Fagerlund – Cykel
- Lennart Hedmark – Friidrott
- Lennart Roslund – Segling
- Lennart Svensson – Brottning
- Linda Haglund – Friidrott
- Lotta Malmström – Friidrott
- Maj-Britt Johansson – Bågskytte
- Marie Lundqvist – Gymnastik
- Maud von Rosen – Ridsport
- Michael Koch – Handboll
- Ninna Swaab – Ridsport
- Olle Olsson – Handboll
- Olle Boström – Bågskytte
- Orvar Jönsson – Fäktning
- Ove Johansson – Tyngdlyftning
- Ove Lundby – Boxning
- Pelle Petterson – Segling
- Per Larsson – Kanot
- Per Lindholm – Brottning
- Per Sundberg – Fäktning
- Per Svensson – Brottning
- Peter Kolni – Segling
- Peter Sundelin – Segling
- Ragnar Skanåker – Skyttesport
- Ricky Bruch – Friidrott
- Roland Andersson – Brottning
- Rolf Edling – Fäktning
- Rolf Peterson – Kanot
- Rolf Pettersson – Simning
- Rolf Svensson – Bågskytte
- Stefan Ingvarsson – Friidrott
- Stefan Krook – Segling
- Stellan Westerdahl – Segling
- Sten Olsson – Handboll
- Stig Wennerström – Segling
- Sven Johansson – Skyttesport
- Sven-Åke Nilsson – Cykel
- Thomas Lundqvist – Segling
- Thomas Persson – Handboll
- Tommy Tegelgård – Judo
- Tord Filipsson – Cykel
- Ulf Högberg – Friidrott
- Ulf Nilsson – Segling
- Ulf Rönner – Friidrott
- Ulf Sundelin – Segling
- Ulla Håkanson – Ridsport
- Ulrika Knape-Lindberg – Simhopp
- Åke Hultberg – Ridsport